# Chord Overstreet
Chord Paul Overstreet (Nashville, Tennessee, 17 februari, 1989) is een Amerikaanse acteur, zanger en muzikant. Hij is bekend geworden door het vertolken van de rol van Sam Evans in de televisieserie Glee van FOX.

## Biografie
Overstreet werd geboren als zoon van de grimeur Julie en de singer-songwriter van countrymuziek Paul Overstreet. Zijn broer Nash is eveneens muzikant en lid van de band Hot Chelle Rae. Hij heeft ook een oudere zus, Summer, en drie jongere zussen, Harmonie, Skye en Charity. Tijdens zijn tienerjaren was Overstreet model voor schoenenmerken en GAP.

### Acteerwerk
Overstreets carrière begon in de internetserie Private als Josh Hollis. Hij speelde ook in een aflevering van iCarly en in de niet uitgezonden pilotaflevering van No Ordinary Family. In zijn eerste filmrol speelde hij een tiener in de thriller The Hole.
Vanaf het tweede seizoen van de Amerikaanse musicaltelevisieserie Glee speelde Overstreet uitwisselingsstudent Sam Evans. Hij speelde Rocky uit de The Rocky Horror Picture Show in de aflevering The Rocky Horror Glee Show.
Overstreet speelde ook een rol in de videoclip van het nummer 'Tonight Tonight' van de popband Hot Chelle Rae, waar zijn broer Nash deel van uitmaakt.

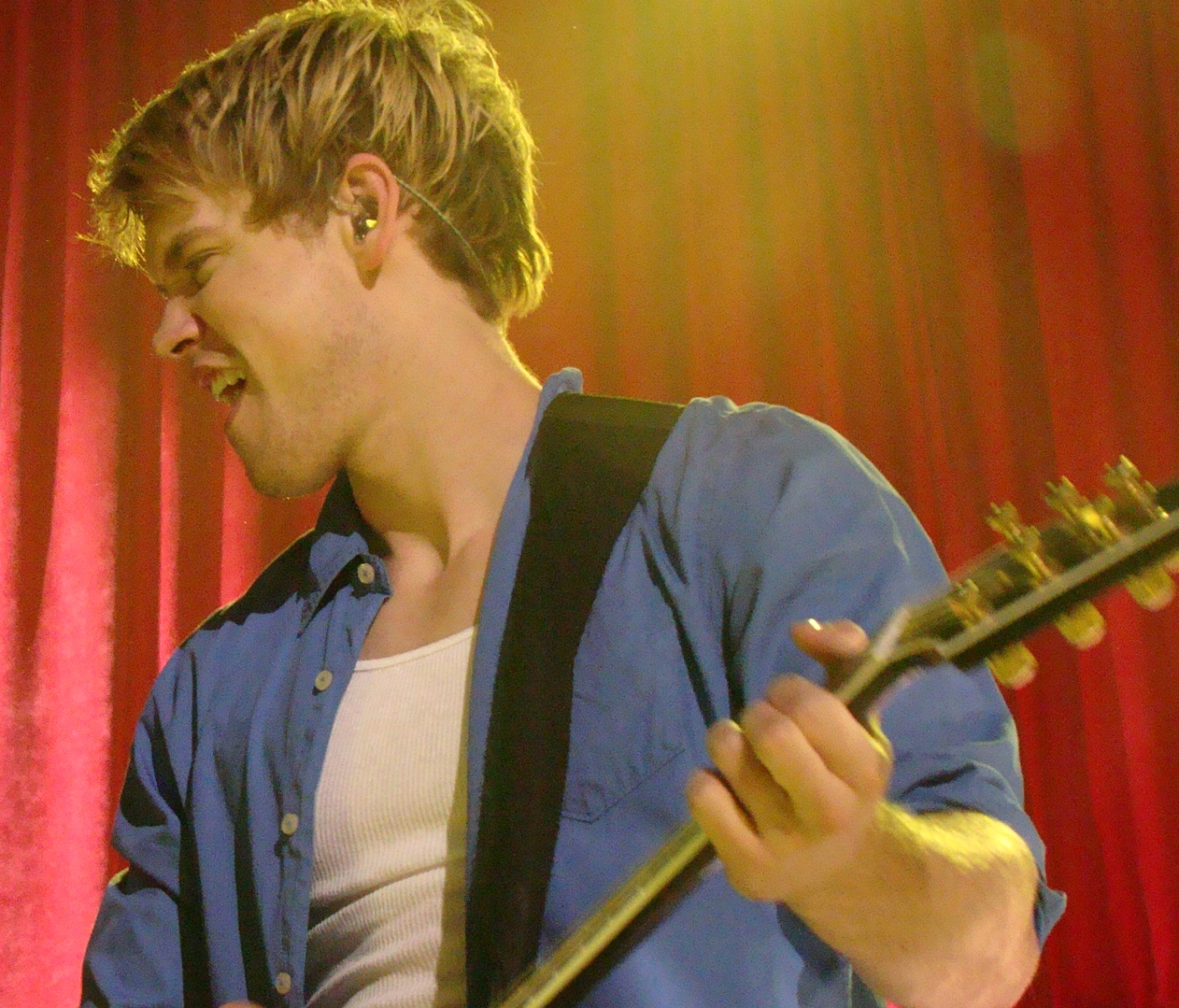
Overstreet als Sam Evans in de "Glee Live! In Concert!" toer

## Filmografie
| Jaar       | Serie              | Rol           | Opmerkingen                                             |
| ---------- | ------------------ | ------------- | ------------------------------------------------------- |
| 2009       | iCarly             | Eric          | Aflevering: "Speeddaten (iSpeed Date)"                  |
| 2009       | Private            | Josh Hollis   | Terugkerende rol: 11 afleveringen                       |
| 2010       | No Ordinary Family | Lucas Fisher  | Aflevering: "Unaired Pilot"                             |
| 2010- 2015 | Glee               | Sam Evans     | Terugkerende rol: seizoen 2 + 3 Cast: seizoen 4 + 5 + 6 |
| 2010       | The Middle         | Mr. Wilkerson | Aflevering: "Hecking Order"                             |
| 2020       | The Bold Type      | Evan Sloan    | Aflevering: "Stardust" S4:A8                            |

| Jaar | Film                       | Rol       | Opmerkingen |
| ---- | -------------------------- | --------- | ----------- |
| 2009 | The Hole                   | Adam      |             |
| 2011 | A Warrior's Heart          | Dupree    |             |
| 2011 | Glee: The 3D Concert Movie | Sam Evans |             |
| 2022 | Falling for Christmas      | Jake      |             |

## Discografie
Overstreets eigen vertolking van "Billionaire" verscheen als single en kwam terecht op nummer 15 in Ierland, 24 in Canada, 28 in Amerika en 34 in Australië. Zijn vertolking van "Lucky" verscheen eveneens als single.
Ook speelde Chord mee in de videoclip van Hot Chelle Rae - Tonight Tonight